# 伊格尔 (科罗拉多州)
伊格尔（英語：Eagle），是美国科罗拉多州伊格尔县下属的一座城市。建市于1905年4月5日，面积大约为4.609平方英里（11.938平方公里）。根据2010年美国人口普查，该市有人口6,508人。2011年估计该市有人口6,466人，相比2010年人口增长率为-0.65%。同时，论人口该市是科罗拉多州第59大城市。